# 奉浦大道駅
奉浦大道駅（ほうほだいどうえき）は、上海市奉賢区沪杭公路と東方美谷大道の交差点付近にある、上海軌道交通5号線の高架駅。 3つの出入口がある。

## 駅構造

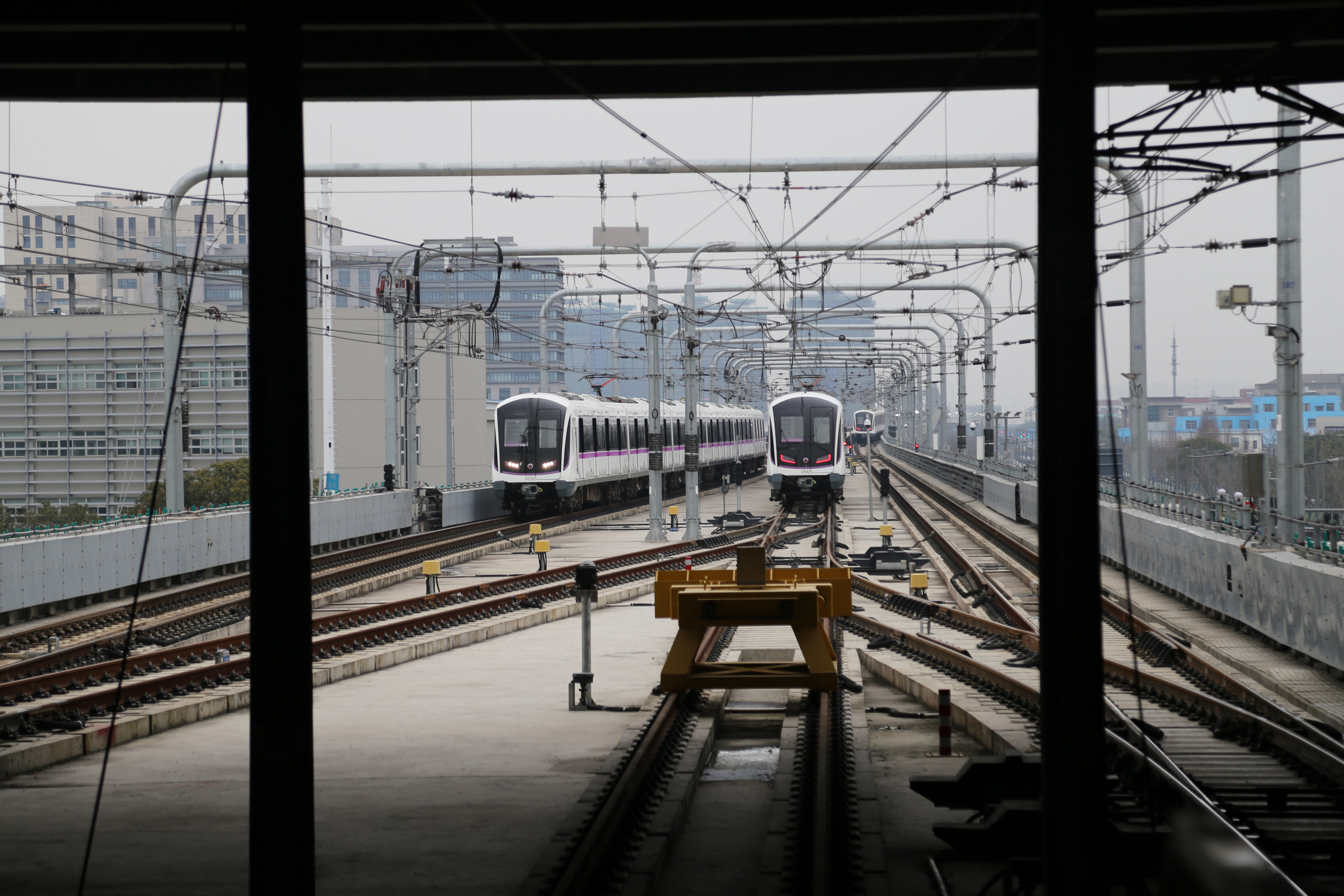
奉浦大道駅留置線

奉浦大道駅は地上2階に島式ホームがあり、駅北側に留置線がある。
| 2階 |                                   | ←■5号線莘荘方面（ 蕭塘駅 ）                                 |
| 2階 | 島式ホーム、左側のドアが開きます  |                                                             |
| 2階 | ■5号線奉賢新城方面（環城東路駅）→ |                                                             |
| 1階 | 駅舎                              | 1-3出入口、チケットサービス、自動券売機、有人サービスデスク |

## 駅周辺
| 出入口    | おすすめの目的地   |
| --------- | ------------------ |
| 1番出入口 | 滬杭公路           |
| 2番出入口 | 奉浦大道、沪滬公路 |
| 3番出入口 | 奉浦大道           |

## 隣の駅
上海軌道交通
■5号線本線
蕭塘駅 - 奉浦大道駅 - 環城東路駅